# Табай-Юскен
Таба́й-Юске́н (фр. Tabaille-Usquain) — коммуна во Франции, находится в регионе Аквитания. Департамент — Атлантические Пиренеи. Входит в состав кантона Ортез и Тер-де-Гав и дю Сель. Округ коммуны — Олорон-Сент-Мари.
Код INSEE коммуны — 64531.

## География
Коммуна расположена приблизительно в 660 км к югу от Парижа, в 170 км южнее Бордо, в 45 км к западу от По.
На западе коммуны протекает река Сезон.

### Климат
Климат тёплый океанический. Зима мягкая, средняя температура января — от +5°С до +13°С, температуры ниже −10 °C бывают редко. Снег выпадает около 15 дней в году с ноября по апрель. Максимальная температура летом порядка 20-30 °C, выше 35 °C бывает очень редко. Количество осадков высокое, порядка 1100 мм в год. Характерна безветренная погода, сильные ветры очень редки.

## Население
Население коммуны на 2010 год составляло 39 человек.
| 1962 | 1968 | 1975 | 1982 | 1990 | 1999 | 2010 |
| ---- | ---- | ---- | ---- | ---- | ---- | ---- |
| 100  | 83   | 79   | 53   | 62   | 53   | 39   |

## Администрация
| Период | Период | Фамилия        | Партия | Примечания |
| ------ | ------ | -------------- | ------ | ---------- |
| 1995   | 2020   | Жермен Сальнав |        |            |

## Экономика
В 2010 году среди 22 человек трудоспособного возраста (15-64 лет) 15 были экономически активными, 7 — неактивными (показатель активности — 68,2 %, в 1999 году было 63,3 %). Из 15 активных жителей работали 12 человек (7 мужчин и 5 женщин), безработных было 3 (2 мужчин и 1 женщина). Среди 7 неактивных 0 человек были учениками или студентами, 6 — пенсионерами, 1 был неактивным по другим причинам.

## Достопримечательности
- Церковь Св. Лаврентия (XIX век)[4]

## Фотогалерея

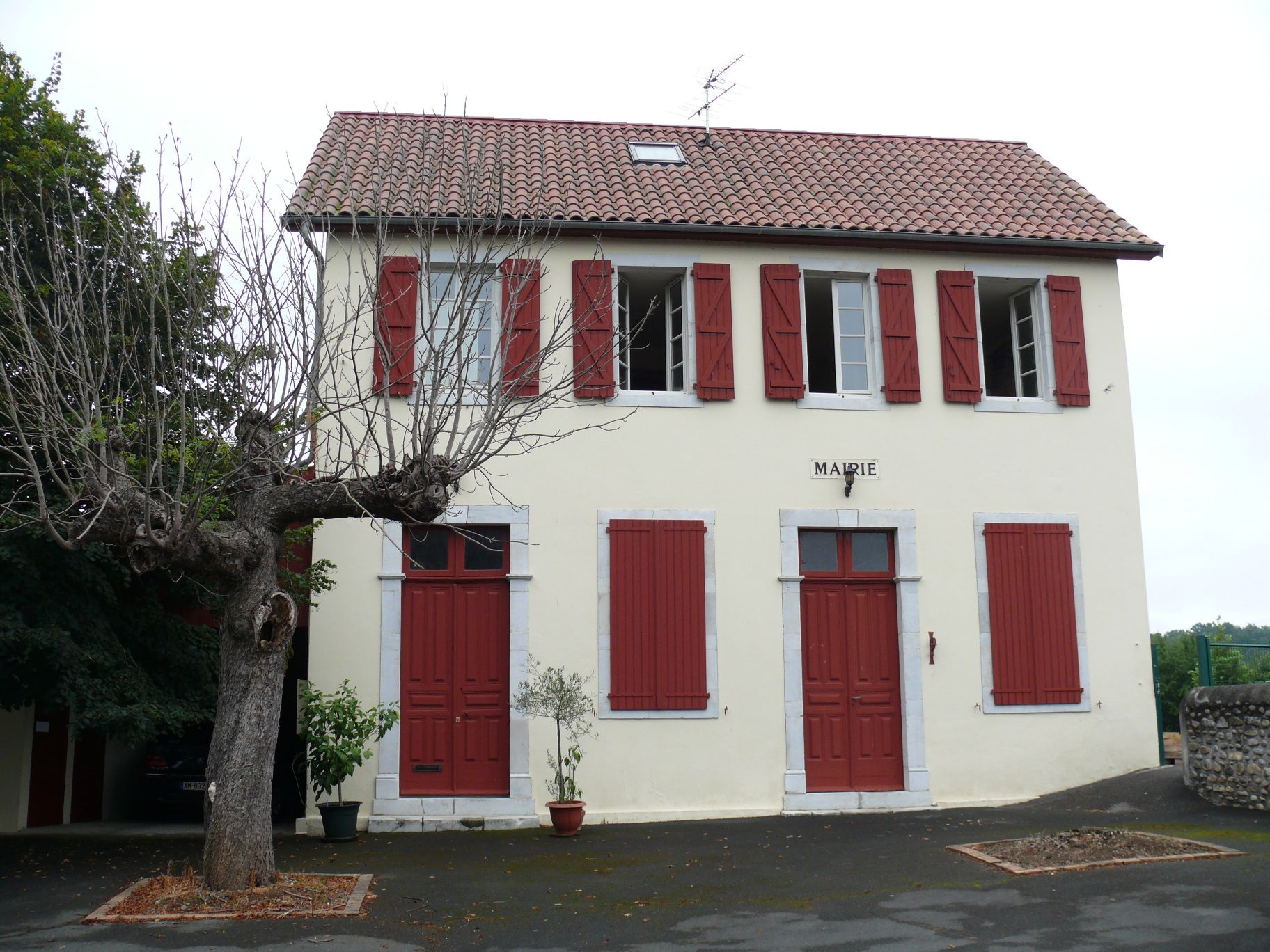
Мэрия
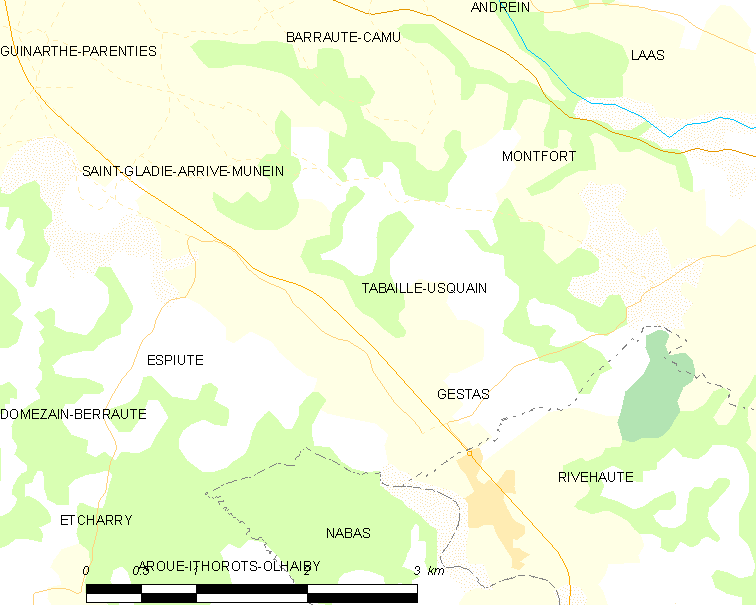
Карта коммуны